# Gustaf Fröding
Gustaf Fröding (22. srpna 1860 Alster – 8. února 1911 Stockholm) byl švédský básník.
Studoval na Uppsalské univerzitě, avšak u závěrečných zkoušek neuspěl. Pracoval v redakci liberálně zaměřených novin Karlstads-Tidningen a podporoval všeobecné volební právo. Vedl bohémský život s častými návštěvami nevěstinců a alkoholovými excesy. V roce 1889 se u něj projevila dědičná nervová choroba, která vedla k jeho častým pobytům v psychiatrických léčebnách i k předčasné smrti.
Fröding byl novátorem švédské poezie, do níž vnesl humor, hovorový jazyk a témata z běžného života. Ve své tvorbě také využíval värmlandský dialekt. Jeho básně obsahují otevřené osobní výpovědi, pro které byl obviněn z nemravnosti. Později se u něm objevují také mystické vize a filosofické úvahy, které ovlivnil Friedrich Nietzsche. Krátce před smrtí byl nominován na Nobelovu cenu za literaturu. Byl pohřben na Starém hřbitově v Uppsale a jeho náhrobek vytvořil sochař Carl Eldh.
Jeho básně zhudebnili Daniel Stagno, Monica Zetterlundová a skupina Mando Diao. Gottfried Grafström o něm napsal úspěšné životopisné drama Sjung vackert om kärlek.
Je po něm pojmenována planetka (10122) Fröding. V roce 1969 byla založena Společnost Gustafa Frödinga, která od roku 1990 uděluje cenu za poezii.

## Dílo
- Guitarr och dragharmonika (1891)
- Nya dikter (1894)
- Stänk och flikar (1895)
- Gralstänk (1898)
- Efterskörd (1910)